# Ален Куриол
Ален Куриол (фр. Alain Couriol; Париз, 24. октобар 1958) бивши је француски фудбалер.

## Каријера
Током каријере играо је за ИНФ Виши (1978–1979), АС Монако (1979–1983), Париз Сен Жермен (1983–1989), Тулон (1989–1990) и Сен Дени (1990–1991).
Одиграо је 12 утакмица и постигао 2 гола за фудбалску репрезентацију Француске. Играо је на Светском првенству 1982. године у Шпанији, где је Француска завршила на четвртом месту. Постигао је гол у мечу за треће место против Пољске у поразу од 3:2 у Аликантеу. Други гол за Француску постигао је у марту 1982. године у победи над Северном Ирском у Паризу резултатом 4:0.

## Успеси
Клуб
Монако
- Првенство Францускеː 1981/82.
- Куп Францускеː 1979/80.

Париз Сен Жермен
- Првенство Францускеː 1985/86.

Репрезентација
Француска
- Светско првенствоː 4. место 1982.